# ライヴ・イン・ヨーロッパ (ロリー・ギャラガーのアルバム)
『ライヴ・イン・ヨーロッパ』（Live in Europe）は、アイルランド出身のミュージシャン、ロリー・ギャラガーが1972年に録音・発表したライブ・アルバム。

## 背景
1972年の2月から3月にかけて行われたヨーロッパ・ツアーからのライブ音源が収録されている。「ラウンドロマット」はアルバム『ロリー・ギャラガー』（1971年）、「イン・ユア・タウン」はアルバム『デュース』（1971年）からの曲で、それ以外はスタジオ・アルバム未収録のカヴァー曲やトラディショナル・ソングの翻案である。前2作のアメリカ盤LPはアトコ・レコードから発売されていたが、本作よりアメリカ盤もポリドール・レコードから発売されるようになった。
ロリーの弟ドーナル・ギャラガーによれば、ポリドールは「ゴーイング・トゥ・マイ・ホーム」をシングル・カットしようとしていたが、ロリーはシングル用に編集されることを嫌って猛反対し、立ち消えになったという。

## 反響・評価
イギリスでは15週全英アルバムチャート入りし、最高9位を記録して、自身唯一の全英トップ10アルバムとなった。また、本作はアメリカでもチャート入りを果たし、1972年11月18日付のBillboard 200で最高101位を記録した。
本作リリースに伴うアメリカ・ツアー中、ギャラガーは『メロディ・メイカー』誌によって1972年の「ギタリスト・オブ・ザ・イヤー」に選ばれた。Thom Owensはオールミュージックにおいて本作に5点満点中4.5点を付け「演奏のクオリティにはムラがあるとはいえ、アルバム全体に至宝が散りばめられている」と評している。

## 収録曲
オリジナルLPは7曲入りで、7.と8.は1999年リマスターCDにおいてボーナス・トラックとして追加された。
1. メッシン・ウィズ・ザ・キッド - "Messin' with the Kid" (Mel London) - 6:25
2. ラウンドロマット - "Laundromat" (Rory Gallagher) - 5:12
3. アイ・クッドヴ・ハド・レリジョン - "I Could've Had Religion" (Traditional / Arranged by R. Gallagher) - 8:35
4. ピストル・スラッパー・ブルース - "Pistol Slapper Blues" (Blind Boy Fuller) - 2:54
5. ゴーイング・トゥ・マイ・ホーム - "Going to My Home Town" (Traditional / Arranged by R. Gallagher) - 5:46
6. イン・ユア・タウン - "In Your Town" (R. Gallagher) - 10:03
7. ホワット・イン・ザ・ワールド - "What in the World" (Traditional / Arranged by R. Gallagher) - 7:40
8. フードゥー・マン - "Hoodoo Man" (Traditional / Arranged by R. Gallagher) - 6:02
9. ブルフロッグ・ブルース - "Bullfrog Blues" (Traditional / Arranged by R. Gallagher) - 6:45

## 参加ミュージシャン
- ロリー・ギャラガー - ボーカル、ギター、マンドリン、ハーモニカ
- ジェリー・マカヴォイ - ベース
- ウィルガー・キャンベル - ドラムス